# ژاک دوشن-گیمن

ژاک دوشن-گیمن

ژاک دوشن-گیمن (به فرانسوی: Jacques Duchesne-Guillemin) (متولد ۲۱ آوریل ۱۹۱۰ - درگذشت ۸ فوریه ۲۰۱۲) استاد پیشین رشتهٔ زبان‌های ایرانی در دانشگاه لیژ (بلژیک) و از ایران‌شناسان نامور اروپاست که از سال ۱۹۷۴ مدیریت سلسله انتشارات آکتا ایرانیکا را عهده‌دار شد.
او فعالیت آموزشی خود را با مرگ نابهنگام همکار و مربی خود در دانشگاه لیژ، آگوست بریکتو، در سال ۱۹۳۷ آغاز کرد، در سال ۱۹۴۳ استاد شد و در سال ۱۹۶۴ استاد کامل شد.
با انتشار زرتشت (ترجمه ای از گاتهای اوستا، متشکل از هفده سرود منسوب به زرتشت) در سال ۱۹۴۸، دوشن-گیمن به یکی از چهره‌های اصلی در مطالعه زبان اوستایی تبدیل شد. در دوره‌های مختلف زندگی حرفه ای خود، در دانشگاه کلمبیا، دانشگاه شیکاگو و دانشگاه کالیفرنیا، لس آنجلس سخنرانی کرد. علیرغم گذشت دهه‌ها و تحولات بعدی در زمینه ایران باستان، کتاب وی دین ایران باستان (La Religion de l'Iran Ancien) (۱۹۶۲) هنوز معتبر است. شهرت بین‌المللی او با انتصاب وی در سال ۱۹۷۳ به عنوان سردبیر سلسله انتشارات آکتا ایرانیکا به اوج خود رسید. در سال ۱۹۷۴ دکترای افتخاری از دانشگاه تهران به وی اعطا شد.

## آثار
- مشارکت در تاریخ ایران کمبریج

- Acta Iranica. Vierte Reihe. Band 1: Bio-Bibliographies de 134 savants. Lüttich 1979. S. 128–141
- Orientalia J. Duchesne-Guillemin emerito oblata. Leiden 1984
- Who’s who in the world. 10. Ausgabe (1991/1992), S. 284